# Большой Паялпан
Большо́й Паялпа́н — потухший щитовой вулкан, расположенный в центральной части Срединного горного хребта на полуострове Камчатка, севернее вулкана Ичинская Сопка. Вулкан находится в истоках рек Быстрая Хайрюзова и Белоголовая.
Вулкан имеет вытянутую форму с осями 15 × 8 км, ориентирован в основном в северо-восточном направлении, площадь составляет около 90 км². Форма вулканической постройки данного вулкана — пологий щит. Вершина заканчивается двумя конусами. Массив вулкана сложен андезитами и базальтами средне- и позднеплейстоценового возраста. Объём изверженных продуктов вулкана составляет 20 куб. км. Вулкан располагается в центральной части кальдерообразной депрессии, имеющей диаметры 20 и 30 километров и ориентированной с северо-востока на юго-запад. Его возраст оценивается концом позднего плейстоцена — началом голоцена. Дата последнего извержения точно не определена, но, по некоторым оценкам, оно произошло в голоцене.